# 李承宰
李承宰（谚文：이승재，1982年4月6日—），韩国男子短道速滑运动员。他参加了2002年冬季奥林匹克运动会短道速滑比赛。

## 职业生涯
2003年世界短道速滑锦标赛，李承宰获得5000米接力金牌。